# ビトル・ウーゴ・ゴメス・パッソス
ペレ (Pelé) ことヴィトール・ウーゴ・ゴメス・パッソス（Vitor Hugo Gomes Passos, 1987年9月14日 - ）は、ポルトガル・ポルト出身の元サッカー選手。現役時代のポジションはミッドフィールダー。

## 経歴
2007-08シーズンはインテルでプレーしていたが、2008年9月にリカルド・クアレスマの交換要員としてFCポルトに完全移籍した。2009年の1月にはポーツマスFCにレンタル移籍した。2009年の6月よりジェノアCFCにレンタル移籍する予定でメディカルチェックを済ませ移籍が決まったかに見えたが、正式な発表はなされておらず、レアル・バリャドリードへレンタル移籍した。

## タイトル

### クラブ
インテル
- セリエA 2007-08
- スーペルコッパ・イタリアーナ 2008

FCポルト
- スーペル・リーガ 2008-09
- タッサ・デ・ポルトガル 2008-09

オリンピアコスFC
- ギリシャ・スーパーリーグ 2013-14